# Comuna Holubece, Krîjopil
Holubece (în ucraineană Голубече) este o comună în raionul Krîjopil, regiunea Vinnița, Ucraina, formată din satele Holubece (reședința), Krasne, Radeanske și Soneacine.

## Demografie
Componența lingvistică a satului Holubece
     Ucraineană (98,8%)
     Rusă (1,1%)
     Alte limbi (0,1%)
Conform recensământului din 2001, majoritatea populației satului Holubece era vorbitoare de ucraineană (98,8%), existând în minoritate și vorbitori de rusă (1,1%).